# Arroyo Huarenchenque
Arroyo Huarenchenque es un curso de agua de la provincia del Neuquén, República Argentina.
Nace de vertientes en la cordillera de los Andes, se ubica en el noroeste de la provincia del Neuquén, es un afluente del Río Agrio.
Se puede acceder a este arroyo por la ruta provincial N.º 21, que une la localidad de Las Lajas con Loncopue (se encuentra a 15 km de Loncopue).
En sus aguas se puede practicar la pesca de lanzamiento con mosca y con señuelos, obteniéndose ejemplares de trucha arcoíris, fontinalis y perca.